# Zanfara
Zanfara est une commune rurale située dans le département de Morolaba de la province de Kénédougou dans la région des Hauts-Bassins au Burkina Faso.

## Géographie
Zanfara est localisée à environ 16 km au sud-est de Niamberla.

## Économie
L'économie de la commune est liée à la culture du coton.

## Santé et éducation
Le centre de soins le plus proche de Zanfara est le centre de santé et de promotion sociale (CSPS) de Niamberla.